# Acrotomia crocea
Acrotomia crocea là một loài bướm đêm trong họ Geometridae.